# 溺愛
| ウィキペディアには「溺愛」という見出しの百科事典記事はありません（タイトルに「溺愛」を含むページの一覧/「溺愛」で始まるページの一覧）。 代わりにウィクショナリーのページ「溺愛」が役に立つかもしれません。 |